# ライカ
ライカ（Leica） とは次のいずれかである。
- 1. ドイツの光学機器メーカーであったエルンスト・ライツの、1925年に発売したカメラ「ライカI」以降の、ブランド名

なお「ライカ」とは「ライツのカメラ」（Leitz Camera ）を短縮したブランド名である。
- 2 上記が元になり、1990年に商号変更したライカカメラ（社）
- 3 上記の会社を2009年時点で3社に分割した、ライカカメラ、ライカマイクロシステムズ、ライカジオシステムズ（の社名の一部による通称）

本項ではエルンスト・ライツと同社が生み出したライカカメラ、そのブランドとしてのライカ、およびそれを製造したり、ブランドのライセンシングを行っている会社について述べる。

## 概略
高級レンジファインダーカメラ「Mシリーズ」や一眼レフカメラ「Rシリーズ」、コンパクトカメラ、プロジェクタ、フィールドスコープ、双眼鏡など、さまざまな製品を開発・販売してきた歴史があり、そのレンズ描写性能などクオリティの高さから現在でもプロカメラマンをはじめアマチュアでもコレクターや愛好者が多い。またデジタルカメラの分野においてもパナソニックと提携を行なっている他、Rシリーズ用のデジタルカメラモジュールやMシリーズのデジタル版ライカM8の開発・発売、中判クラスのデジタル一眼レフカメラライカS2の開発発表、デジタル一眼レフカメラ共通規格であるフォーサーズシステムへの賛同などが行われている。

## 歴史

### エルンスト・ライツ
ライカの前身は1849年にカール・ケルナーがヘッセン州ヴェッツラーで設立した顕微鏡メーカーオプティシェス・インスティトゥート（Optisches Institut ）である。ケルナーの死後、会社を未亡人が引き継いだが、従業員だったフリードリヒ・ベルトレ（Friedlich Berthle 、-1869年）がケルナーの未亡人と結婚し、社名をオプティシェス・インスティトゥート・ケルナー・ウント・ベルトレ（Optisches Institut Kellner Und Berthle ）とした。
後に、スイスの工場で働いていたユンカースという見習いが働いていたスイスの工場で行なわれていた効率的な生産方法について説明した際に、その方法について詳しい機械工エルンスト・ライツ1世（Ernst Leitz I 、1843年-1929年）を紹介し、雇用するようベルトレに勧め、1865年にこの会社にエルンスト・ライツ1世が参加することとなった。
1869年にベルトレが死去するとエルンスト・ライツ1世は事業を引き継ぎ、社名をオプティシェス・インスティトゥート・フォン・エルンスト・ライツ（Optisches Institut Von Ernst Leitz ）、さらにエルンスト・ライツ・オプティッシェ・ヴェルケ（Ernst Leitz Optische Werke ）とした。1905年にはボディー本体をヒュッティヒに外注しカメラ生産に参入、1907年には双眼鏡生産に参入した。

### カメラのブランドとしてのライカ
1911年1月2日エルンスト・ライツに入社した技術者オスカー・バルナックは、1912年に映画用カメラを試作した。そのフィルムをいじっているうち映画1コマと同寸法（24×18mm判）の小型スチルカメラを試作することにした。試作した動機について「当時感度も低く品質も安定していなかった映画用フィルムの適正露出を調べるためにそのフィルムの一部を使い実際に撮影してチェックするために開発した露出テスト用カメラが、スチルカメラとしても流用できることに気づいた」という説があるが、日本の代理店だったシュミット商会の中川一夫はバルナック自身が述べていないことや前後関係から否定的である。他には「無類の写真好きであったが、小柄で体力もさほどなかったバルナックにとって当時主流のガラス製で重い13×18cmの写真乾板を使用する木製大型カメラを持ち歩くことは困難だったため、自分にとって使いやすいカメラを求めて作り上げた」という説など諸説ある。キノテッサー5cmを装着してテスト撮影したが、原版が小さすぎてハガキサイズ程度にしか引き伸ばしプリントできなかった。
次にバルナックは35mm映画用フィルムの2駒分を使用する小型カメラを2台試作した。これは後にライカの起源として「ウル・ライカ」と呼ばれることになるが、この段階ではライカという名前はなく、この試作機が映画用フィルムの2コマ分である24×36mm判になった理由として、「試写の品質に満足できず2コマ分にしてみたらうまく行ったのでそれに決めた」という説と、「必要な面積を計算して2コマ分に行き着いた」という説がある。2台のうち1台はバルナック自身が使い、もう1台はエルンスト・ライツ1世（Ernst Leitz I ）に贈られた。これは1913年または1914年のことで、中川一夫によるとマックス・ベレークは1913年と言っていたという。
ライカ誕生30年に際し写真評論家の伊奈信男は「もしライカが産まれざりせば、他の35ミリカメラの誕生は、はるかにおくれたかもしれないし、あるいは全く生れなかったかもしれないのである。もしそうだったとしたら、写真の歴史は、今日のものとは違ったものとなって、おそらく書き換えられていたことであろう」と評している。

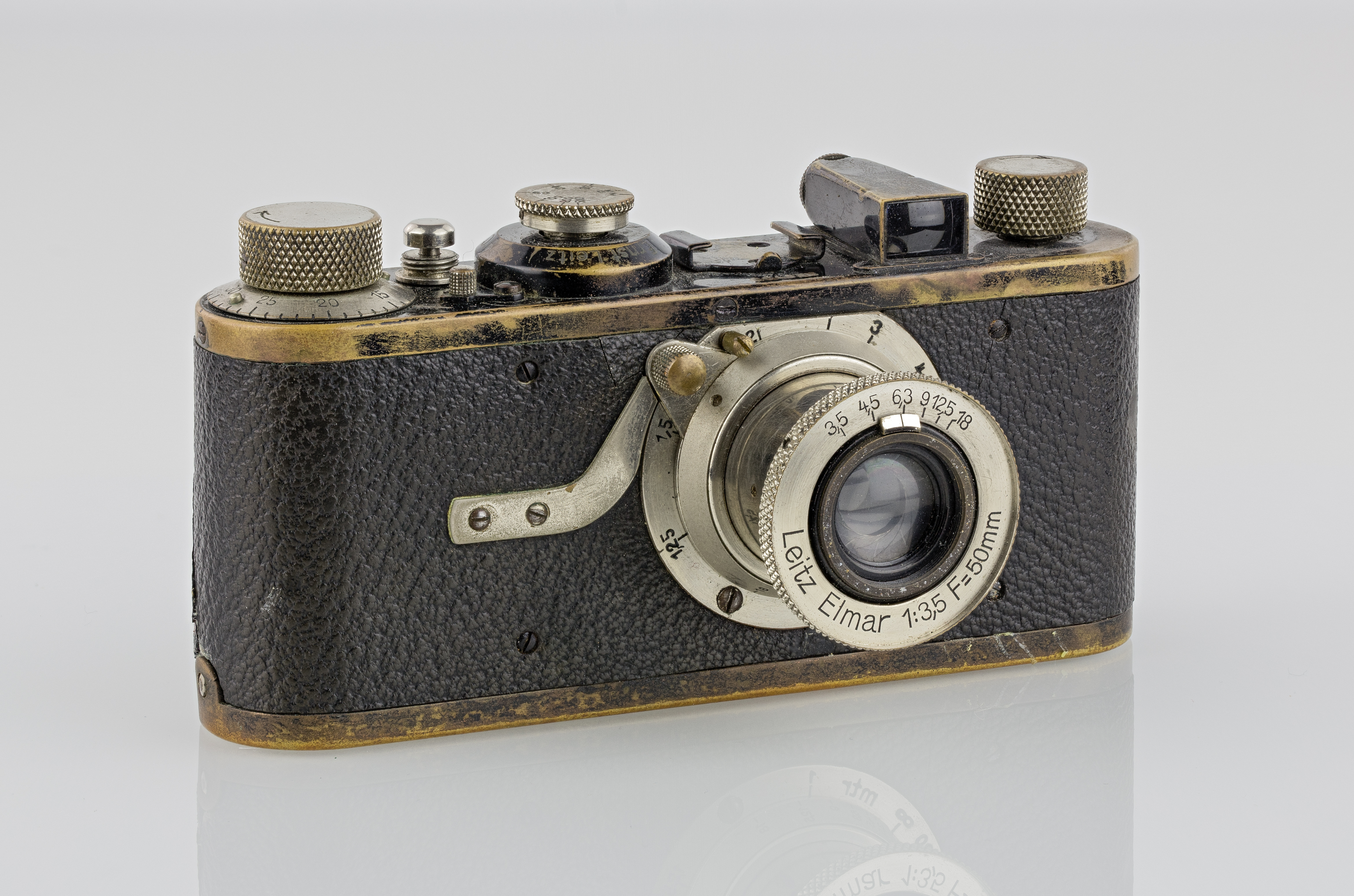
ライカ I, 1927

1920年にはエルンスト・ライツ1世が亡くなり、跡を継いだエルンスト・ライツ2世（Ernst Leitz II ）がウル・ライカに着目、改良を加えさせた。折しも大不況の中、社内会議で発売中止に傾く中、エルンスト・ライツ2世はこれを製造に移すと宣言し、「ライツのカメラ」（Leitz Camera ）との意で「ライカ」と名付け1925年に市販一号機ライカI（A）を生産、販売することになった。
それまでのカメラは密着焼きにより写真を作るのが主流であったが、ボディが小型のライカはフィルムが小さく引き伸ばしを前提としたため、当時一般的でなかった引き伸ばし機が当初からシステムの一環として販売された。拡大に耐えるネガを作るために高性能のレンズが必要とされ、レンズ開発の技術者マックス・ベレークはライツ・アナスチグマート（Leitz-Anastigmat ）をはじめとするさまざまな銘玉を世に出した。
また一般には「広角気味のレンズで撮影し、必要ならトリミングする」という手法が使われていたが、ライカの場合トリミングするとただでさえ小さいフィルム面積からの拡大率がより大きくなるため、画角に合ったレンズ交換の必要性が高くなった為、1930年レンズ交換が可能なライカC型が開発され、1931年に全てのカメラのフランジバックが統一され、エルマー（Elmar ）3.5cmF3.5、エルマー5cmF3.5、エルマー9cmF4、エルマー13.5cmF4.5、そしてヘクトール（Hektor ）5cmF2.5と基本的なレンズが揃った。
1932年連動距離計を搭載したライカII型を発売、交換レンズとして1931年にヘクトール7.3cmF1.9、1933年にズマール（Summar ）5cmF2が発売され、とりわけ報道写真分野で、卓越した画像を多数提供したため、ライカの名声は不動のものとなった。また1934年に極めて優秀な人物撮影用のレンズ、タンバール（Thambar ）9cmF2.2が供給され、現代の写真撮影のライカ判（24×36mm判）全盛の基礎を確立した。
小さいフィルム面積に重要な画像情報が凝縮されていることから画質が損なわれがちだとして、旧来の写真家からは「撮影機材ではなく『スパイカメラ』にすぎない」等と蔑視されることもあったが、暗所での撮影のための大口径レンズ、広角や望遠での撮影のための交換レンズを揃えても2 - 3kgに収まり、写真家はかつての重い撮影機材から解放された。このことは僻地に持参する時や、被写体の動きを素早く捉えたい時にも役立った。
1950年代ごろまでの日本のカメラメーカーはライカを目標にして小型カメラの技術開発を行なっていたが、1954年に発表されたライカM3はレンジファインダーカメラとして当時最高の技術を投入して高い評価を得たことで、
35ミリフィルムがスタンダードとなる契機を作った。日本ではライカM3の模倣品が続出、日本光学もニコンSPを発売して追随した。ライカM3は今でも名機と賛美する人が絶えないが、このことが逆に1970年代以降主流となった一眼レフカメラへのライカの参入を遅らせてしまうことにもなった。
- Leica M3
- ライカM3
- LeicaIIIf-600 （1950年代）

### ミノルタとの提携、ウィルド傘下へ移転
一眼レフカメラ化と低コスト化に乗り遅れたためやがて経営に陰りが出たエルンスト・ライツは、一眼レフカメラ開発で先行する日本の大手カメラメーカーからミノルタカメラ（現コニカミノルタ）に注目し、M型ライカの外装部品製造を依頼、このことから両社の技術者の相互出張見学を通じて親交を深めていくこととなる。それから数年経過した1972年、エルンスト・ライツはミノルタカメラとカメラの製造を目的とした両社の特許やノウハウの相互提供、技術者の相互派遣、生産設備の相互利用による生産協力等、相互協力協定を結んだ。エルンスト・ライツが外国企業と提携したのは初めてのことで、この提携ニュースは日本・アメリカ・ドイツで大きく報道された。この協力関係に基づき、両社の技術者が協力してミノルタカメラの工場で設計したライカCLを1973年9月に発表・発売に漕ぎ着け、ライカフレックスSL2をほとんどミノルタカメラで生産、ミノルタXEの基本構成をライカR3以降に流用したりと一定の成果を上げた。その後提携は解消されたが、この技術提携によって双方の技術が両社の技術開発に多大な影響を与えた。
しかし経営好転までには至らず、1973年のうちに、もしくは1974年スイスのウィルドがライツ一族の株式を買い取った。エルンスト・ライツ3世は代表権を失い、1979年9月8日死去した。株式の53%を取得したウィルドの傘下で「当面ライカの製造は続ける」と発表されたが、1974年に生産され1975年に販売されたライカ発売50周年記念モデルを最後にウェツラー工場での生産は途絶え、社員6,500名の過半数を減員し工場も整理され、かろうじてポルトガル工場でライカR3の製造が続けられるだけとなった。機械が搬出され倉庫が整理され競売にかけられたためにライカ発売以来一般人の目に触れることのなかった試作カメラ等が突然流通するようになり、この混乱の中で発売されたライカM4-2の初期製品では、検査部門の存在自体疑われるような不良品が流通した。その後はどこでライカを製造しているのかよく分からない状態が続いた。

### ライカカメラ社
メーカー名となったライカ
1988年になると「ウィルドはライカを製造しないので、工場を出た人たちでブランドを使用しても良い」旨の発表がなされ、ソルムスに敷地が用意されたが、エルンスト・ライツ・ウェツラーの名称は使用許可されなかったため、メーカー名を「ライカ」とし、ウィルドの子会社としてカメラメーカーを立ち上げた。1990年に「ライカカメラ」に商号変更した。
その後エルメスの資本も一時期入り、その時期にはその革を使用した特別モデル等も発売されていたが経営状態の改善は進まず、エルメスは撤退し、2009年時点で次の3社に分かれた。
- ライカカメラ（Leica Camera AG）-　カメラ部門。本社はドイツ連邦共和国、ヴェッツラーにある。従業員数1,800人。売上高 5億5千5百万 ユーロ（2023/2024会計年）。
- ライカマイクロシステムズ（Leica Microsystems GmbH）-　顕微鏡部門。ドイツに本社。米国ダナハーの傘下。ライカの商標、ロゴの所有権を持つ。
- ライカジオシステムズ（Leica Geosystems AG）- 測量機器部門。スイスに本社があるが、2005年にスウェーデンの技術系企業集団ヘキサゴンの傘下に入った。

### 松下電器産業との提携
「LUMIX」も参照の事。
2000年、松下電器産業（現パナソニック）とデジタルAV機器用レンズに関する技術協力契約を締結し、ディコマー（DICOMAR）レンズを搭載したデジタルビデオカメラなど3機種を開発・発売している。松下とはそれ以前からフィルム・コンパクト機（製造は松下系列の旧ウエスト電気〈現パナソニック ライティングデバイス〉）のOEM供給を受けている。さらに2001年にはデジタルカメラ分野においても提携を行ない、レンズの光学系はライカと共同開発してライカのライセンスを受けて生産を行なっているほか、松下からのOEM供給によるライカブランドでの販売も行っている。松下がフォーサーズシステムによるデジタル一眼レフカメラに参入した際にも同規格に賛同し、レンズのライセンス許諾による供給を行なうことになっており、ライカブランドでもDMC-L1のOEMモデルDIGILUX 3が発売されている。

## 製品

### 製品一覧

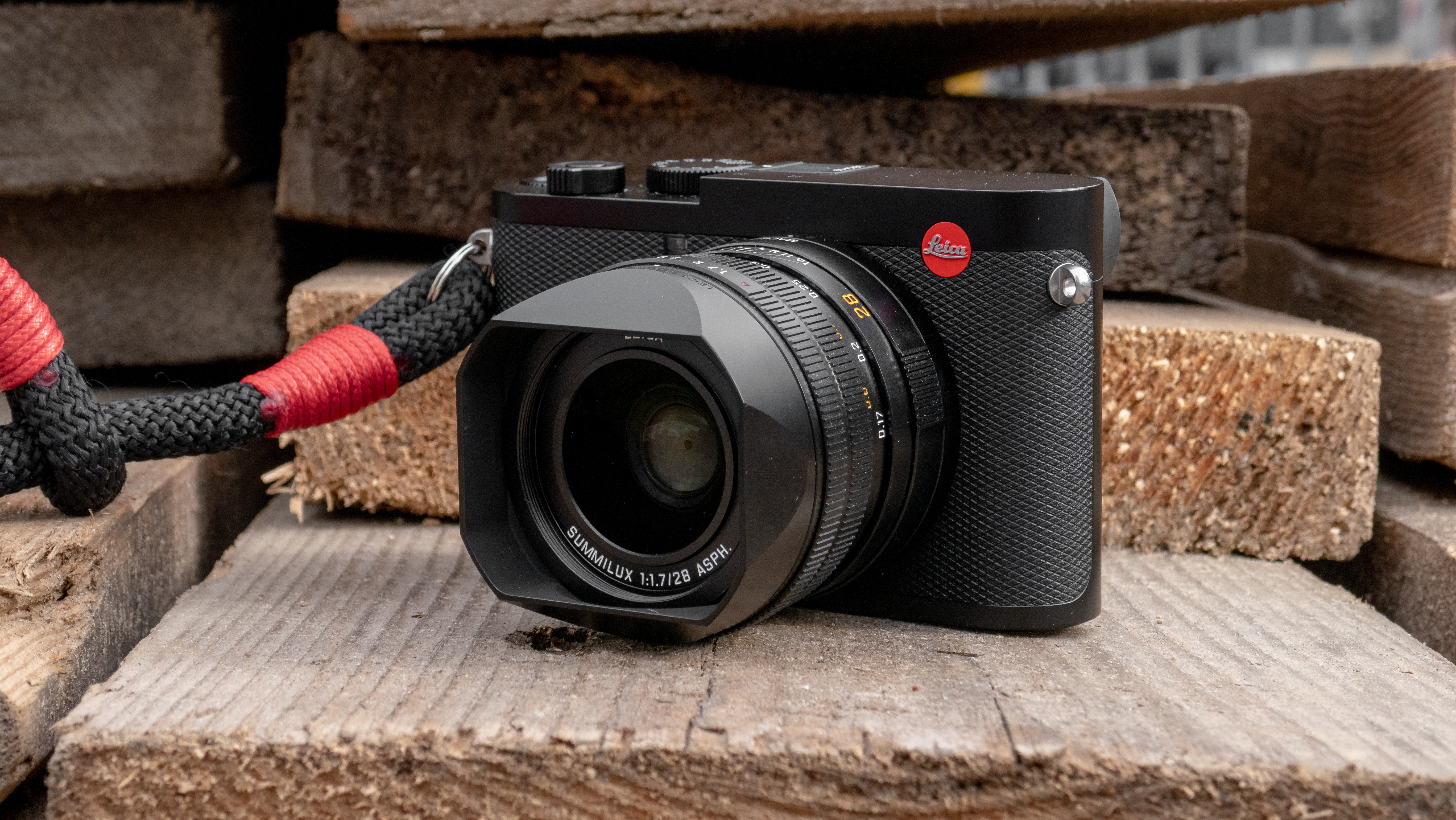
ライカQ2
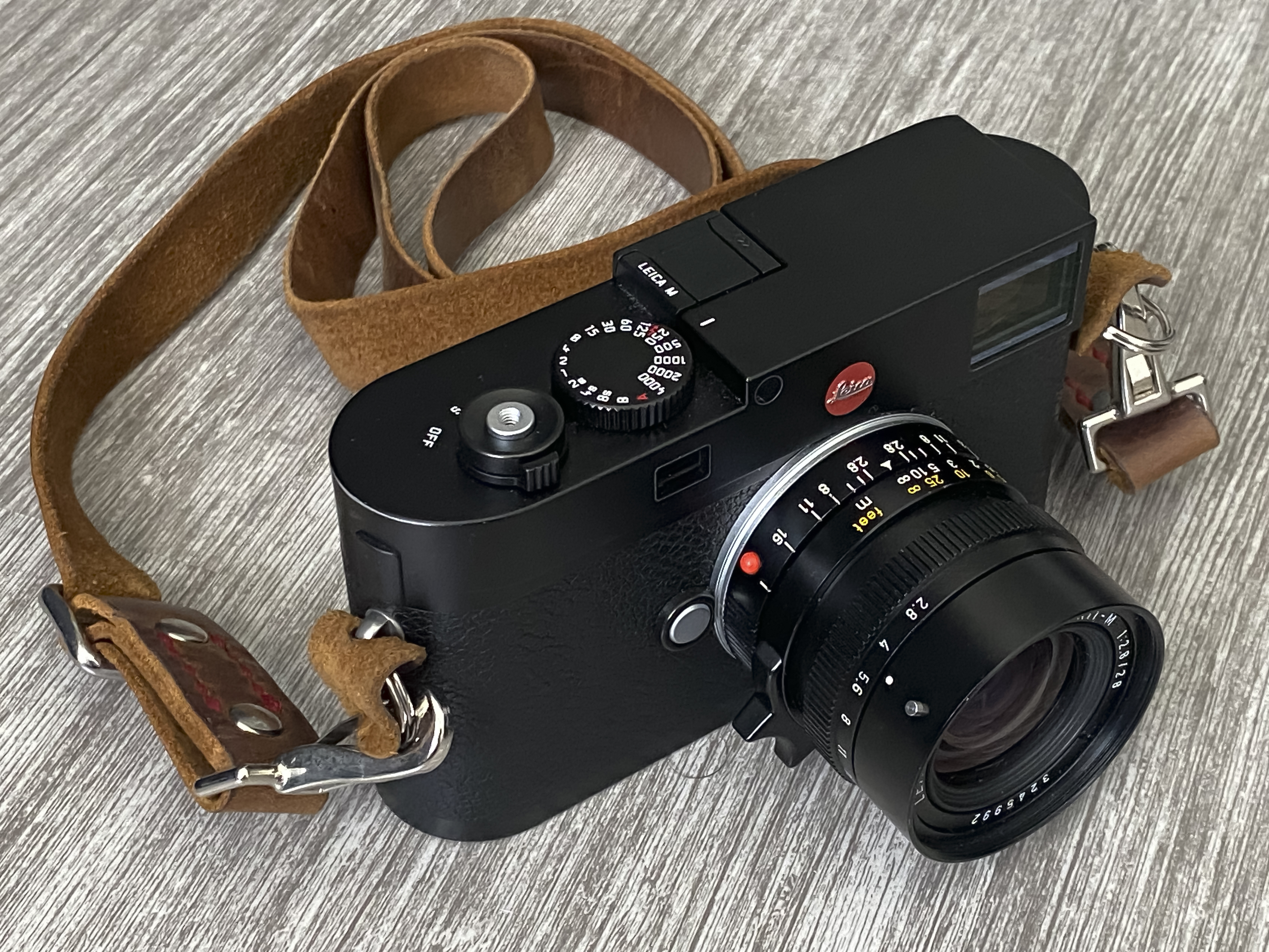
Leica M
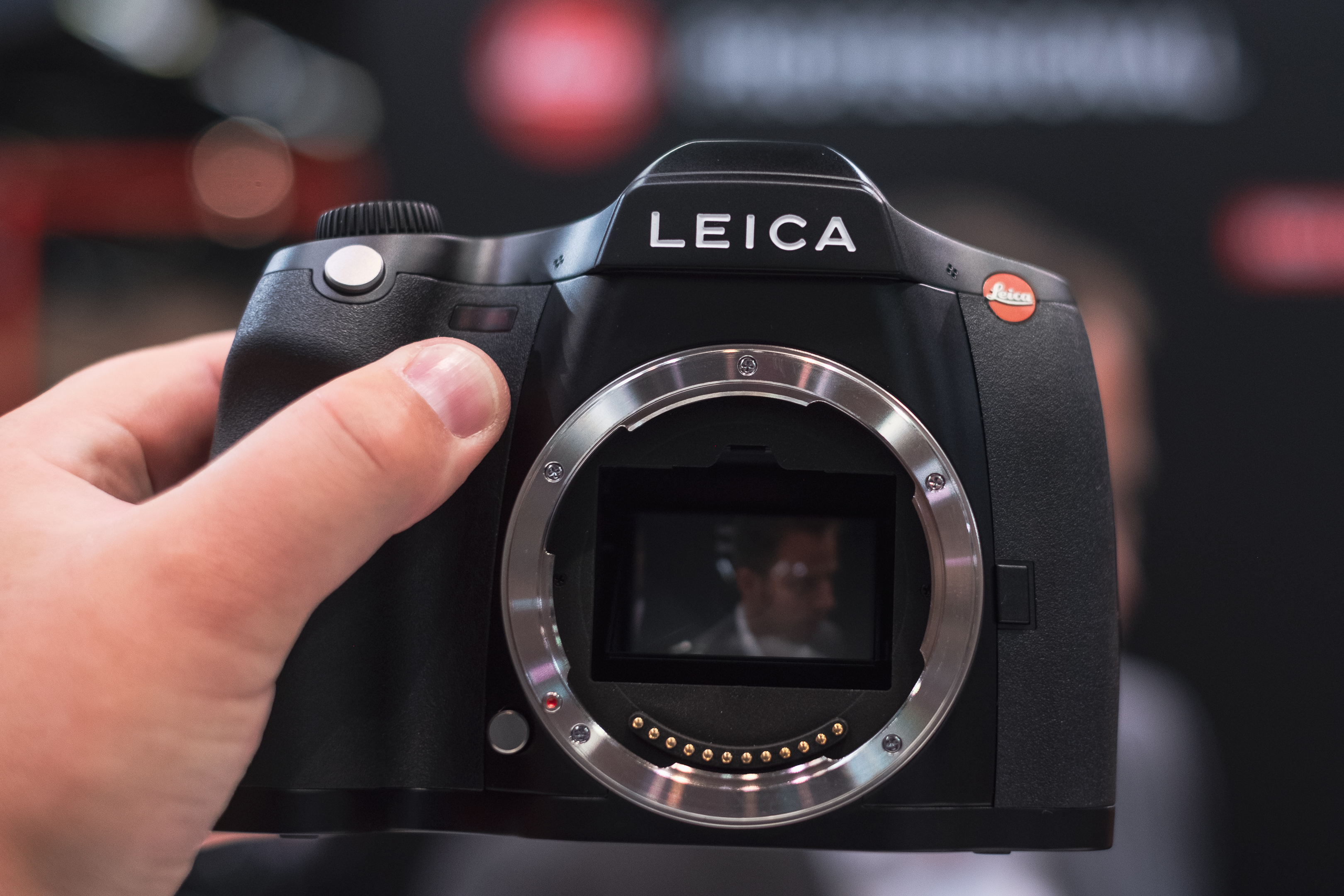
Leica S3
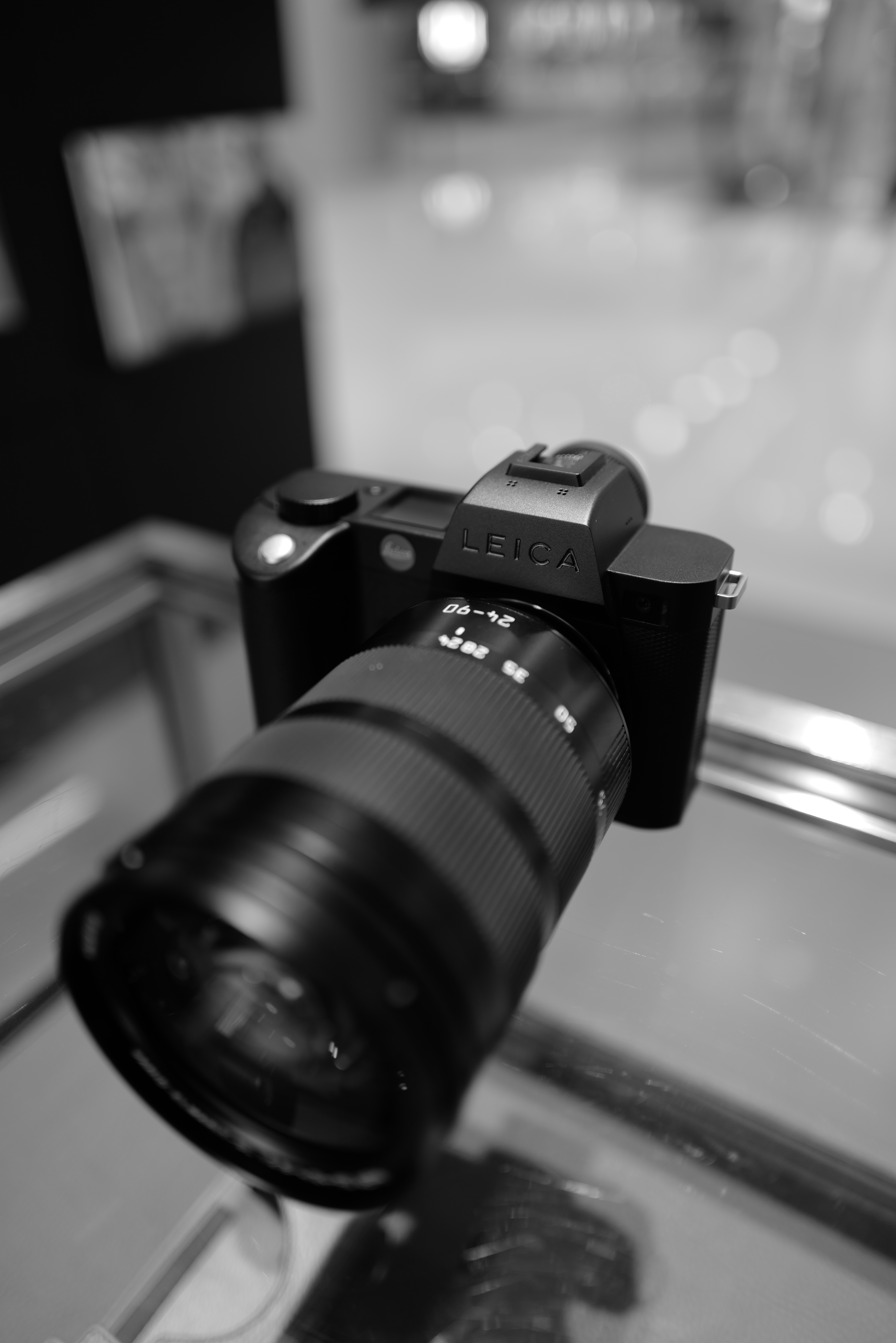
Leica SL2S
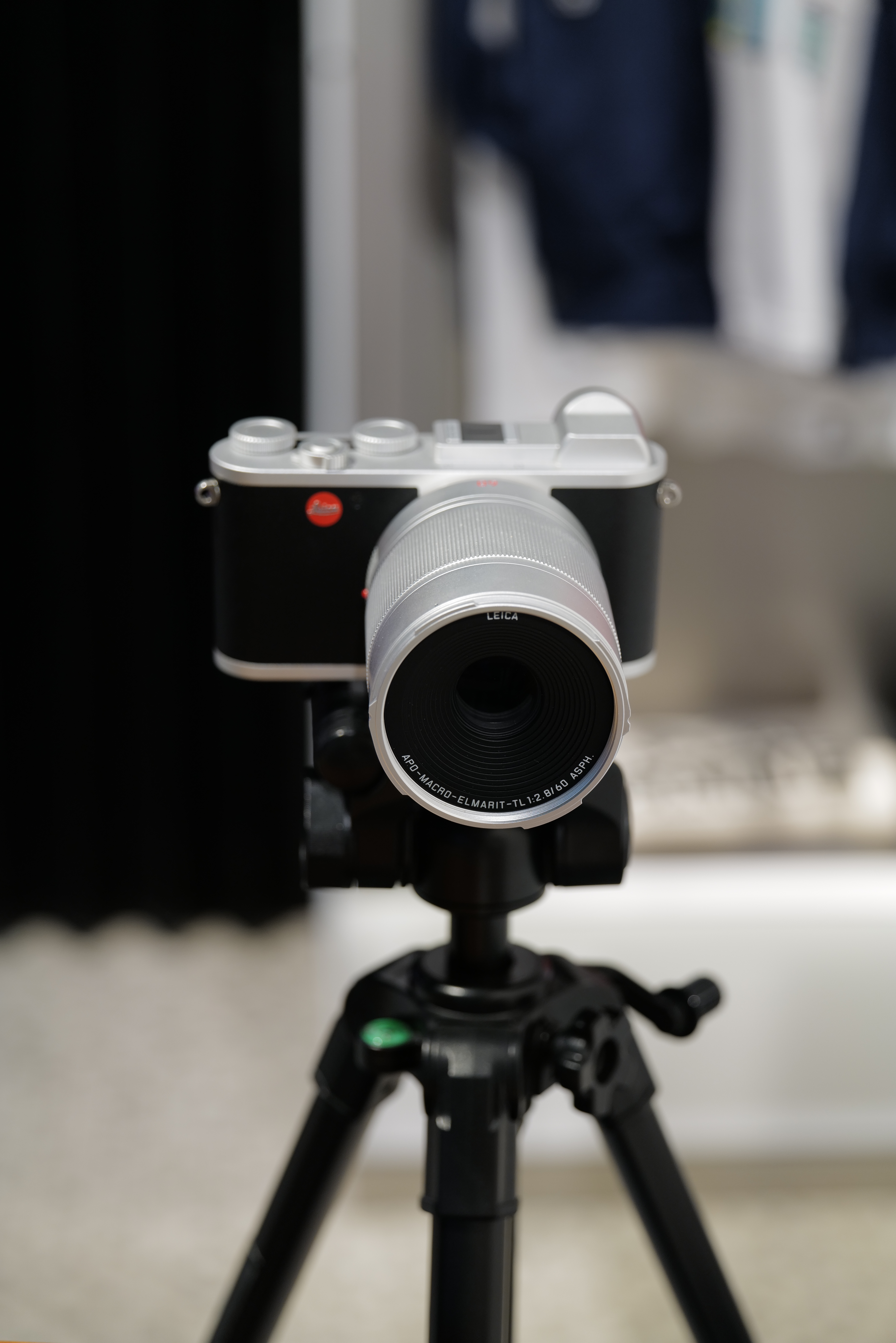
Leica CL

### ライカの価格
1930年代から1940年代ごろには「ライカ1台あれば家が一軒建てられる」と云われた。
例えば、アサヒカメラ1939年11月号に掲載されているライカIIIaクローム+エルマー50mmF3.5の価格は820円、ライカIIIaクローム+ズマール50mmF2は1,200円であった。当時小さな貸家が500円で建てられ、1,000円あれば場所にもよるが東京で土地付き一軒家が購入できた。
この言い伝えは2008年3月10日にTBS系で放送されたテレビドラマ『3月10日東京大空襲 語られなかった33枚の真実』にて原田泰造演じる刑部安治がその旨を語るシーンが在り、メディアでも採用されている。
ただし、これには「カメラが高かった」ということだけでなく第二次世界大戦突入によりドイツからの輸入が困難になって価格が高騰した時期であることや、東京の土地が今より格段に安かったという要素もある。

### ライカの製造番号
1923年に製作されたサンプルのライカ0のNo.100からNo.129、1925年に発売されNo.130から番号をつけられたライカIを含めて現在までライカのカメラには通し番号がつけられている。また「何型のNo.何は何年にどこ向けで出荷された」という履歴が社内で記録されていた。この履歴は長らく社外秘であったが1961年からリークされるようになり、1973年には「型と番号の製造年度表」（Angabe des Modells und des Baujahres ）として正式にエルンスト・ライツから入手できるようになった。しかしこれは番号割当の表であって実際にこの通りに生産されたわけではなく、当初このリストに合わない個体があることに気がついたファンの間にかなりの混乱を招いた。
1978年にはライカI(A)からライカIIIgまでのライカ各型の製造台帳とも言える「ライカ・ヒストリカ第1巻」（Leica Historica Band I ）が入手できるようになり、「型と番号の製造年度表」と比較すればかなり正確な情報をかなり詳細に得られるようにはなったが、やはり欠番や重複が随所にある。またライカIはライカI(B)には「Compur」の付記があるが、ライカI(A)とライカI(C)は全く区別されていない。
戦後になれば生産設備が整い1ロット辺りの製造数も多くなってかなり秩序だった生産がされているが、1台ずつ熟練工が組み立てていた戦前では製造番号通りの順で生産されたわけでもない。

#### 贈呈品
エルンスト・ライツは、古くから特別な製造番号の顕微鏡は販売ルートに載せず、著名な科学者に贈っていた。当時これはノーベル賞と比較されるほど名誉なこととされ、順序としてはノーベル賞より古い。ライカについても同様に特別な製造番号のものは科学者、探検家、政治家、写真家などの有名人に贈られた。中川一夫『ライカの歴史』p.126によれば、この一覧は以前より写真雑誌などたびたび掲載されたが、転載によると推測される間違いが多くてそれを辿ると転載ルートが分かる程であったため、『ライカの歴史』p.128の一覧を掲載するにあたり新たにライツ本社に問い合わせたという。
- 280 - ライカI（A）、1925年。フェルディナント・フォン・ツェッペリン。
- 10000[14][15][16] - ライカI（A）[16]、1928年[15][16]。フーゴー・エッケナー[14][15][16]。
- 25000[15][16] - ライカI（A）[16]、1929年[15][16]。スヴェン・ヘディン[14][15][16][注釈 3]。
- 50000[14][15] - ライカI（C）[16]、1930年[16]または1931年[15]。ドイツの探検家、ヴィルヘルム・フィルヒナー[14][15][16]。
- 75000[14][15][16] - ライカII[14][16]、1932年[15][16]。オーギュスト・ピカール[14][15][16]。
- 100000[14][15][16] - ライカII[16]、1933年[15][16]。人類学者、アフリカ探検家レオ・フロベニウス（Leo Frobenius ）[14][15][16]。
- 125000[14][15] - 登山家、ギュンター・オスカー・ディーレンフルト（Günter Oskar Dyhrenfurth）[14][15]。
- 150000[14][15] - 1935年[15]。コダクローム共同発明者、レオポルド・ゴドウスキー・ジュニア（Leopold Godowsky Jr. ）[14]。
- 157000[14][15] - ライカIII[16]、1935年[15]。コダクローム共同発明者、レオポルド・マンネス（Leopold Mannes ）[14][15]。
- 200000[14][15][17][16] - ライカIIIa[17][16]、1936年[14][17][15][16]。ライカを愛用した小型カメラ写真の先駆者、パウル・ヴォルフ[14][16][17][15]。
- 230000[14] - ライカIIIa[14]、1935年。日本写真歴史保存会会長、河原栄一[14]。事前に通知が来てレンズは好きなものを選択でき、贈られたボディーの巻き上げノブの上に「E.Kawahara」と刻印されていたという[14]。
- 250000[14][15][16] - ライカIIIa[16]、1937年[15]。ヴィルヘルム・フィルヒナー、中央アジアに残して来たNo.50000に代えて贈られた[14][15][16]。
- 300000[15][16] - ライカスタンダード[16]、1938年[16]または1941年[15]。アグファカラーの発明者グスタフ・ウィルマンズ（Gustav Wilmanns ）[16][15]。
- 350000[15][16] - ライカIIIb[16]、1940年[16]または1941年[15]。アグファカラーの発明者ウィルヘルム・シュナイダー（Wilhelm Schneider ）[16][15]。
- 375000 - ライカIIIc、1941年。ドイツ陸軍軍人、エルヴィン・ロンメル。
- 400000[15][18] - ライカIIIc[18]、1945年[18]または1946年[15]。ウィルヘルム・シュナイダー、No.350000が損耗したため[15][18]。
- 450000[15][18] - ライカIIIc[18]、1948年[18]または1949年[15]。ドイツユースホステル創業者、リヒャルト・シルマン[18][15]。
- 500000[15][18] - ライカIIIc[18]、1950年[15][18]。カメラ生産50万台達成記念[15][18]、エルンスト・ライツ2世[15][18]。
- 555555[15][18] - 金メッキされたライカIIIf[18]、1951年[15][18]。ダライ・ラマ14世[19][18][15]。
- 575000 - 1951年[15]。アルベルト・シュヴァイツァー[15]。
- 600000[15][18] - ライカIIIf[18]、1952年[15][18]。海洋生物学者、ウィリアム・ベーベ（William Beebe ）[15][18]。
- 650000[15][18] - ライカIIIf[18]、1953年[15][18]。登山家、ノーマン・ギュンター・ディーレンフルト（Norman Günter Dyhrenfurth）[15][18]。
- 666666[15] - ライカIIIf、1953年[18]または1954年[15]。登山家、エドモンド・ヒラリー[18][15]。[注釈 4]
- 675000[15][18] - ライカIIIf[18]、1953年[15]。位相差顕微鏡発明者、フリッツ・ゼルニケ[18][15]。
- 700000[15][18] - ライカM3[18]、1954年[18]または1955年6月。山岳写真家、スキーヤー、シュテファン・クルッケンハウザー（Stefan Kruckenhauser ）[18][15]。
- 750000[15][18] - ライカM3[18]、1955年[18]。写真家、アンリ・カルティエ＝ブレッソン[15][18]。
- 800000[15][18] - ライカM3[18]、1956年[15]。コンラート・アデナウアー[15][18]。
- 830000[15][18] - ライカM3[18]、1956年[15][18]。ジャワハルラール・ネルー[18][15]。
- 875000[15][18] - ライカM3、1957年[15][18]。フィリップ・タランテー（Philippe Tiranty ）[15][18]。
- 900000[15][18] - ライカM3[18]、1957年[18]または1958年[15]。エドウィン・ウィッシャード[15][18]。
- 919000[15][18] - ライカM3[18]、1958年[15]。ドイツ連邦大統領テオドール・ホイス[15][18]の訪英時イギリス女王、エリザベス2世[15]に紋章入りで贈られた[18]。
- 950000[15] - 1959年[15]。トルヴィオ・ロイター[15]。
- 980000[15][18] - ライカM3[18]、1959年[18]または1960年[15]。ドイツ連邦首相コンラート・アデナウアー[15][18]からアメリカ大統領、ドワイト・D・アイゼンハワー[15][18]に贈られた。
- 1000000[15][18] - ライカM3[18]、1960年[15][18]。カメラ生産50万台達成記念[15]でルドヴィッヒ・ライツ[15]またはエルンスト・ライツ3世[18]。
- 1000001[15][18] - ライカM3[18]、1960年[18]または1961年[15]。写真家、アルフレッド・アイゼンスタット[15][18][18]。
- 1259999 - ライカフレックスSL、1970年。レオポルド・ゴドウスキー・ジュニア。

### 関連する作品や製品
- コミックス・テレビドラマ『Dr.コトー診療所』で診療所の事務長である和田がバルナック型ライカを使用している。
- 4コマコミックス『らいか・デイズ』 - 作中登場人物（多数）の殆どは古今東西のカメラメーカー・カメラ機種に因んだ名前になっており、主人公である「春菜来華」はライカに因んだ名前。
- 2016年4月15日、ファーウェイのスマートフォン「P9」以降の「Mate」を含む複数機種は、ライカと共同開発したカラーとモノクロの2つのカメラモジュールを搭載[20]。
- 2021年7月16日、シャープとの共同開発によって、ライカ初のスマートフォン「LEITZ PHONE 1」を発売した[21]。
- 2022年7月4日、Xiaomiは同社が初めてライカと共同開発したスマートフォン「Xiaomi 12S Ultra」を発表した[22]。

## 商品コード
代理店との連絡の時間節約のために原則アルファベット5文字で定めたコードで、「フォコス（FOKOS ）」「ヌーキー（NOOKY ）」「ビドム（VIDOM ）」「オロルフ（OROLF ）」」など製品を特定するのに機種名に準じて使用されている。新コードは原則数字5文字に変更されている。

## ライカの改造

### 戦前の純正改造
ライカIIの設計をする際、設計陣が設定した条件の一つに、ライカIの基本形を変えず、顧客の要望でグレードアップできるという項目があった。これに伴い顧客のライカは直接または代理店を通じて送られ改造を受けた。
- ライカI(A)からライカI(C)、ライカI(C)0マーク付き、ライカスタンダード
- ライカI(C)からライカI(C)0マーク付き、ライカスタンダード
- ライカI(A)、ライカI(C)、ライカI(C)0マーク付き、ライカスタンダードからライカII、ライカIII、ライカIIIa[25]

### 戦後の純正改造
第二次大戦後はしばらく改造の受付は中止されたが、ライカIIIf発売に伴いフラッシュシンクロの追加を含めて受付が始まり、1960年代初頭まで続いた。
- ライカI(A)、ライカI(B)、ライカI(C)、ライカI(C)0マーク付きからライカII、ライカIIシンクロ付き、ライカIII、ライカIIIa、ライカIIIaシンクロ付き
- ライカIIからライカIIシンクロ付き、ライカIIIa、ライカIIIaシンクロ付き
- ライカIIIからライカIIIa、ライカIIIaシンクロ付き
- ライカIIIaからライカIIIaシンクロ付き
- 戦後型のライカIcからライカIf、ライカIIf、ライカIIIf
- 戦後型のライカIIcからライカIIf、ライカIIIf
- 戦後型のライカIIIcからライカIIIf
- 製造番号425001以後のライカIIIcからライカIIIfセルフタイマー付き
- ライカIcからライカIIc、ライカIIIc
- ライカIIcからライカIIIc
- ライカIfからライカIIf、ライカIIIf
- ライカIIfからライカIIIf
- ライカIgからライカIIIg[25]
- ライカM1からライカM2 - ただし実例は確認されていない[26]。
- ライカM5、2本吊りから3本吊り。

### 非純正改造
日本では戦前も戦後も輸入規制がありまた関税・物品税などが高く、外貨の支払いを伴う改造の依頼はほとんど不可能で、日本の修理業者による改造が行なわれていた。光学精機（後ニッカカメラ）がライカの改造から事業を始めたことはよく知られている。なお、ライカでないボディーを改造してライカと刻印してある物もあり、この場合、フェイクライカやコピーライカと呼ばれる物になっている。

## ライカ製レンズの名称
以前ライカ製のレンズの名称は例えばテッサータイプのレンズはエルマー、プラナータイプのレンズはズマロンのようにレンズ構成によって決められていた。しかしその後ほぼF値によって決められるようになっている。例えばF1から1.2はノクチルックス、F1.4はズミルックス、F2はズミクロン、F1.5はズマリット、F2.8はエルマリート、それより暗いレンズはエルマーである。

## 代理店
日本代理店は戦前からシュミット商会が行なっていたが、ウィルド傘下に入った1974年、同社代理店だった日本シイベルヘグナー（現DKSHジャパン）に変更、その代理店契約が切れた2005年3月1日、日本法人ライカカメラジャパン株式会社を設立、2006年4月22日にはライカ初の直営店を東京・銀座に開店している。日本での開店に踏み切った理由として、世界でもっともライカの愛好者が多い国だというのが挙げられている。
ライカ大丸東京、
ライカ大丸心斎橋、
ライカGINZASIX、
ライカ阪急梅田、
ライカ岩田屋福岡、
ライカ京都、
ライカ松坂屋名古屋、
ライカそごう横浜、ライカ伊勢丹新宿、
ライカプロフェッショナルストア東京、
以上の店舗が存在する。